# Sarcófago
Sarcófago var et indflydelsesrigt brasiliansk ekstremmetalband. De havde Sepulturas oprindelige forsanger, Wagner Lamounier, i front sammen med Geraldo Minelli. De betragtes som et af Brasiliensk mest kontroversielle metalbands nogensinde, og har ofte skabt polariserede reaktioner i heavy metal-miljøet.
Omslaget til bandets debutalbum, I.N.R.I., betragtes som en af de største indflydelser på black metals image, specielt deres corpsepaint make-up. Albummet betragtes også som et af de mest betydningsfulde album fra den "første bølge" af black metal som hjalp med at definere genren.

## Diskografi

### Studiealbum
- 1987: I.N.R.I
- 1989: Rotting
- 1991: The Laws of Scourge
- 1994: Hate
- 1997: The Worst

### Ep'er
- 1992: Crush, Kill, Destroy
- 2000: Crust

### Medvirken på opsamlingsalbum
- 1990: The Lost Tapes of Cogumelo
- 1992: Masters of Brutality II
- 1992: Speed Kills 6: Violence of the Slams
- 1995: Decade of Decay
- 1999: Roadkill Vol. 2
- 2001: Cogumelo Records Compilation
- 2001: Warzone XXVI
- 2004: Fenriz Presents... The Best of Old-School Black Metal

### Demoer
- 1986: Satanic Lust
- 1986: The Black Vomit
- 1987: Sepultado
- 1987: Christ's Death

### Splitalbum
- 1986: Warfare Noise, med Chakal, Holocausto og Mutilator

### Musikvideoer
- 1991: "Screeches from the Silence"

## Medlemmer

### Sidst kendte line-up
- Wagner "Antichrist" Lamounier – vokal, guitar (1985–2000)
- Geraldo "Gerald Incubus" Minelli – bas, støttevokal (1986–2000)

### Tidligere medlemmer
- Zeber "Butcher" – guitar (1985–1987)
- Fabio "Jhasko" – guitar (1991–1993)
- Eduardo "D.D. Crazy" – trommer (1986–1987)
- Armando "Leprous" Sampaio – trommer (1985–1986)
- Lucio Olliver – trommer (1991–1993)
- Juninho "Pussy Fucker" – bas (1985–1986)

### Sessionsmusikere
- Manoel "Joker" – trommer (1989–1991)
- Eugênio "Dead Zone" – trommeprogrammering, keyboard (1994-2000)